# Nematopsis messor
Nematopsis messor is een soort in de taxonomische indeling van de Myxozoa, een stam van microscopische parasitaire dieren. Het organisme komt uit het geslacht Nematopsis en behoort tot de familie Porosporidae. Nematopsis messor werd in 2001 ontdekt door Prasadan & Janardanan.